# Pucherita
La pucherita és un mineral de la classe dels fosfats. Rep el seu nom de la seva localitat tipus, el pou Pucher de la mina Wolfgang, a Saxònia (Alemanya).

## Característiques
La pucherita és un fosfat de fórmula química Bi(VO₄). Cristal·litza en el sistema ortoròmbic. La seva duresa a l'escala de Mohs és 4. És el polimorf ortoròmbic de la clinobisvanite i la dreyerita.
Segons la classificació de Nickel-Strunz, la pucherita pertany a «08.A - Fosfats, etc. sense anions addicionals, sense H₂O, només amb cations de mida gran» juntament amb els següents minerals: nahpoïta, monetita, weilita, švenekita, archerita, bifosfamita, fosfamita, buchwaldita, schultenita, chernovita-(Y), dreyerita, wakefieldita-(Ce), wakefieldita-(Y), xenotima-(Y), pretulita, xenotima-(Yb), wakefieldita-(La), wakefieldita-(Nd), ximengita, gasparita-(Ce), monacita-(Ce), monacita-(La), monacita-(Nd), rooseveltita, cheralita, monacita-(Sm), tetrarooseveltita, chursinita i clinobisvanita.

## Formació i jaciments
És un mineral secundari poc freqüent que es produeix com a producte d'alteració d'altres minerals de bismut, en zones oxidades d'alguns dipòsits de minerals hidrotermals o en pegmatites granítiques zonades. Va ser descoberta al pou Pucher Shaft de la mina Wolfgang, situada al districte de Schneeberg, a Erzgebirge, Saxònia (Alemanya). Als territoris de parla catalana ha estat descrita a la mina Eureka (La Torre de Cabdella, Pallars Jussà).